# 33 Pułk Czołgów
33 pułk czołgów średnich (33 pcz) – oddział wojsk pancernych ludowego Wojska Polskiego.
Sformowany we wrześniu 1954 w garnizonie Ostróda. Początkowo wchodził w skład 15 Dywizji Zmechanizowanej. We wrześniu 1955 włączony do 1 Dywizji Zmechanizowanej i przeniesiony do Zambrowa. W kwietniu 1957 pułk rozformowano.

## Struktura organizacyjna w 1955
Dowództwo i sztab

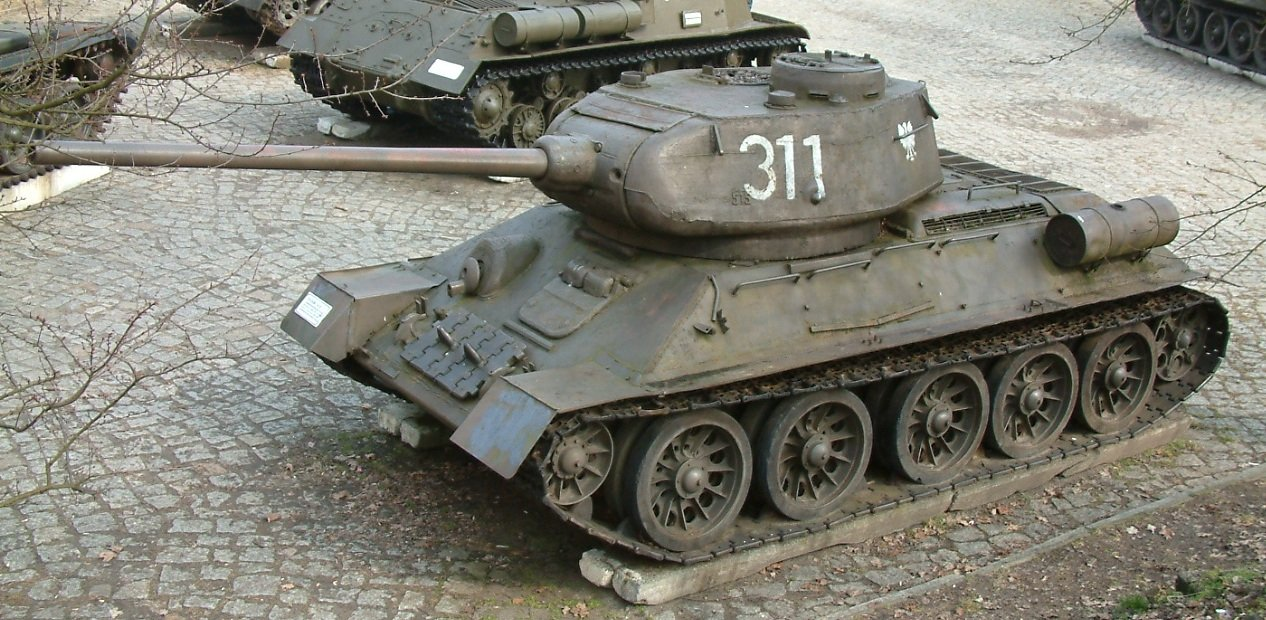
T-34/85

- 3 kompanie czołgów (jedna skadrowana)
- kompania piechoty zmotoryzowanej
- pluton rozpoznawczy
- pluton przeciwlotniczy
- pluton saperów
- pluton łączności
- pluton transportowo-gospodarczy
- drużyna regulacji ruchu

Stan osobowy: 338 żołnierzy. Uzbrojenie: 35 czołgów T-34-85, 1 transporter opancerzony BTR-152.

## Dowódcy pułku
- płk Wacław Feryniec